# Coleophora strutiella
Coleophora strutiella is een vlinder uit de familie kokermotten (Coleophoridae). De wetenschappelijke naam is voor het eerst geldig gepubliceerd in 1975 door Glaser.
De soort komt voor in Europa.